# Покретни празници код православаца
Покретни празници код православаца обухватају око двадесетак празника који се налазе у црквеном календару православне цркве. Они се разликују од године до године и уносе доста забуне у вези са редоследом празника код оних који не познају правила одређивања када се слави који празник.

## Васкршњи празници
Васкрс се слави прве недеље после пролећне равнодневице и пуног месеца. Датум Васкрса одређује се прорачунима на основу астрономских података, а репер тог прорачуна су астрономски подаци меридијана који пролази кроз куполу Христовог храма у Јерусалиму. Баш због тога може се знатно одступати од астрономског пуног месеца.
Други услов је да се православни Васкрс не може празновати у исти дан или пре Пасхе. За израчунавање датума православног Васкрса у средњем веку су коришћене пасхалне таблице, а у то време било је врло мало људи вичних њиховом тумачењу.
У зависности од датума Васкрса за текућу годину, мењају се и датуми осталих васкршњих празника заједно са њим:
- Лазарева субота – Врбица – 7 дана пре Велике суботе
- Улазак Господа Исуса Христа у Јерусалим – Цвети – 7 дана пред Васкрс
- Велики четвртак – Велико Бденије
- Велики петак
- Велика субота – крај Великог поста
- Васкрсење Господа Исуса Христа – Васкрс
- Васкрсни понедељак
- Васкрсни уторак
- Вазнесење Господње – Спасовдан – 40. дан после Васкрса
- Силазак Светог Духа на апостоле – Педесетница – Тројица – 7 недеља после Васкрса
- Духовски понедељак
- Духовски уторак

Такође, од тачног датума Васкрса зависи и:
- Почетак Великог поста – 7 недеља пред Васкрс (пада у понедељак)
- Прво Бденије – 11 дана пред Цвети (пада у среду)
- Друго Бденије – 9 дана пред Цвети (пада у петак)
- Свети Теодор Комоговински – Тодорова субота – прва субота после Великог поста
- Почетак поста – први понедељак после Белих поклада.

## Остали
Покладе:
- Месне покладе – 8 дана пред почетак Великог поста (пада у недељу)
- Беле покладе – 1 дан пред почетак Великог поста (пада у недељу)
- Петровске покладе – прва недеља после Духова

Задушнице:
- Задушнице – субота уочи Месних поклада
- Духовске задушнице – субота уочи Духова (Педесетнице, Тројице)
- Михољске задушнице – субота уочи Михољдана
- Митровске задушнице – субота уочи Митровдана

- Оци – недеља уочи Божића
- Материце – недеља која претходи Оцима
- Детинци – недеља која претходи Материцама